# 阿文塔爾峰

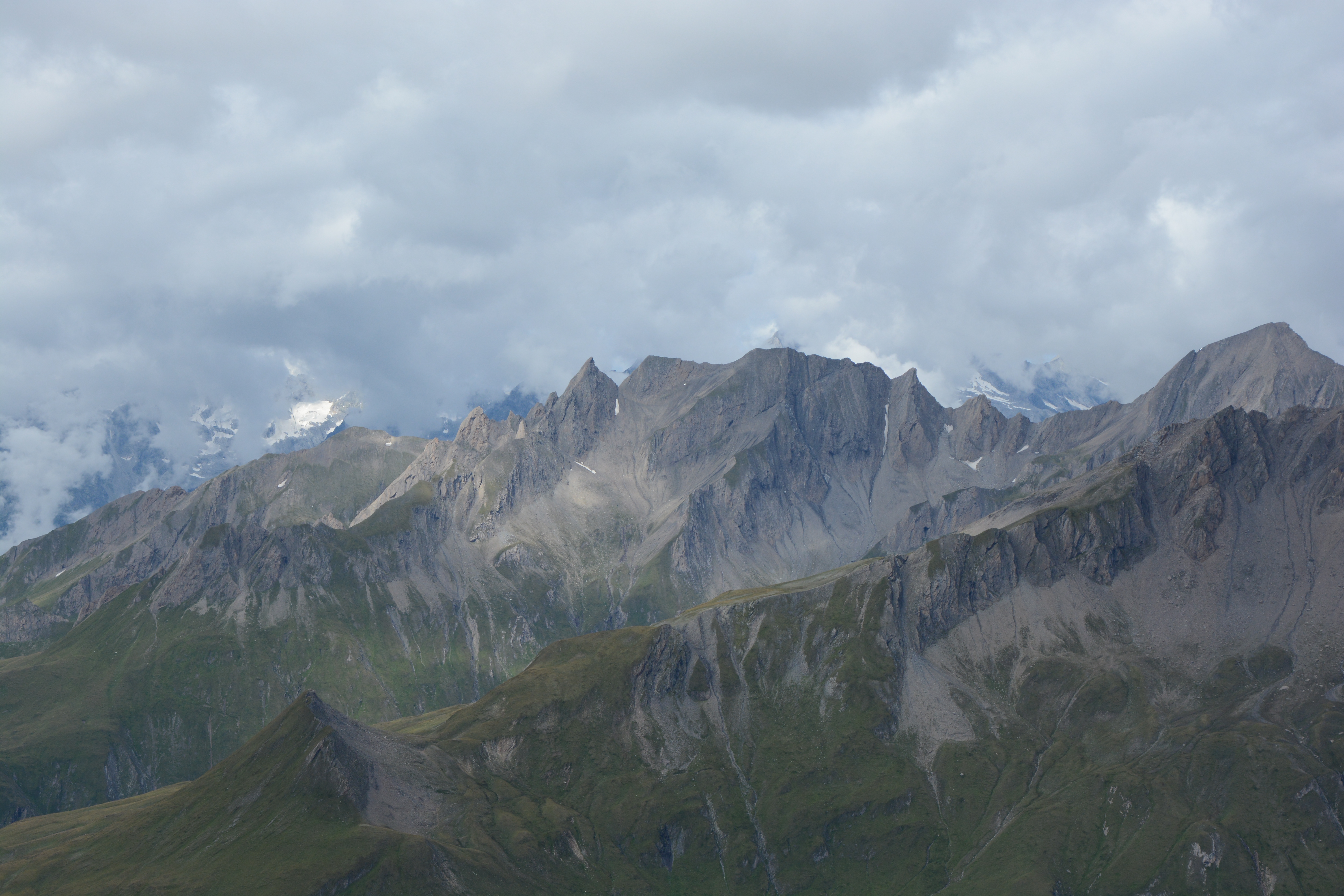

47°00′30″N 12°07′23″E / 47.008453°N 12.123165°E
阿文塔爾峰（德語：Arventalspitze），是南歐的山峰，位於奧地利和意大利接壤的邊境，屬於維內迪傑山脈的一部分，海拔高度3,083米，人類在1854年首次登頂。